# Municipio de Crooked Creek (Kansas)
El municipio de Crooked Creek (en inglés: Crooked Creek Township) es un municipio ubicado en el condado de Meade en el estado estadounidense de Kansas. En el año 2010 tenía una población de 73 habitantes y una densidad poblacional de 0,52 personas por km².

## Geografía
El municipio de Crooked Creek se encuentra ubicado en las coordenadas 37°24′41″N 100°19′29″O / 37.41139, -100.32472. Según la Oficina del Censo de los Estados Unidos, el municipio tiene una superficie total de 140.34 km², de la cual 140,26 km² corresponden a tierra firme y (0,06 %) 0,08 km² es agua.

## Demografía
Según el censo de 2010, había 73 personas residiendo en el municipio de Crooked Creek. La densidad de población era de 0,52 hab./km². De los 73 habitantes, el municipio de Crooked Creek estaba compuesto por el 100 % blancos. Del total de la población el 1,37 % eran hispanos o latinos de cualquier raza.